# Аманти
Аманти (фр. Amanty) насеље је и општина у североисточној Француској у региону Лорена, у департману Меза која припада префектури Комерси.
По подацима из 2011. године у општини је живело 46 становника, а густина насељености је износила 4,12 становника/km². Општина се простире на површини од 11,17 km². Налази се на средњој надморској висини од 350 метара (максималној 426 m, а минималној 295 m).

## Демографија
| 1962. | 1968. | 1975. | 1982. | 1990. | 1999. | 2011. |
| ----- | ----- | ----- | ----- | ----- | ----- | ----- |
| 43    | 66    | 62    | 58    | 56    | 47    | 46    |

График промене броја становника у току последњих година